# 2-Methyladenin
2-Methyladenin ist eine heterocyclische organische Verbindung mit einem Puringrundgerüst. Es ist ein Derivat der Nukleinbase Adenin und kommt als Bestandteil des Nukleosids 2-Methyladenosin (m2A) in der RNA vor. Es kommt u. a. in der rRNA von Erythrobacter litoralis HTCC2594 vor.
2-Methyladenin entsteht bei der Hydrolyse von Pseudovitamin B12d (CAS-Nummer: 15683-58-6).